# Гідравлічні властивості гірських порід
Гідравлічні властивості гірських порід включають фільтраційні властивості гірських порід, а також здатність вміщувати і утримувати воду — вологоємність, віддавати  воду  шляхом  вільного  витікання  —  водовіддача,  зберігати  зв'язаність, консистенцію і міцність при взаємодії з водою — водостійкість, піднімати вологу по порах під впливом капілярних сил  — капілярність, збільшувати об'єм — набухання,  зменшувати об'єм  при висиханні — усадка, зменшувати  об'єм  при  замочуванні — просідання,  входити  в  молекулярну взаємодію  з  рідинами  —  змочуваність,  концентрувати  на  своїй  поверхні різні речовини з газів, пари і рідини — адсорбція, поглинати гази, пари і рідини — абсорбція, прилипати до різних предметів — липкість.